# Gemini (программа)
Gemini — программное приложение, написанное на .NET для управления проектами по созданию программного обеспечения, включающее систему отслеживания ошибок. Разработано компанией CounterSoft. Gemini может быть использована как для классического управления проектами, так и в рамках методологий Agile и Scrum.

## История
Первая версия Gemini была создана в 2003 году. После создания на сайте разработчика была доступна бесплатная версия программы для внутреннего использования с возможностью установки на одном сайте и ограничением на 10 пользователей.
Официальные уведомления о выходе новых версий программы стали появляться на форумах компании начиная с 2006 года (версия 2.0.2), а в 2008 году новости стали доступны на официальном сайте компании.
30 апреля 2006 года наряду с веб-приложением было выпущено приложение для Windows — Gemini Desktop. 8 апреля 2007 года была выпущена новая версия Gemini 2.1.1 с поддержкой русского языка. 2 февраля 2009 года в Gemini была добавлена поддержка TechSmith SnagIt и MSN Messenger.
22 декабря 2009 года вышла новая версия Gemini 3.6 с улучшенным интерфейсом, динамическими фильтрами задач, улучшенными отчётами, возможностью создавать задачи по почте и прочими улучшениями.

## Награды
13 мая 2009 года Gemini удостоена награды конкурса «Members Choice» в номинации «Программное обеспечения для управления проектами» ( (англ.) Software Project Management). Конкурс учреждён одним из наибольших в мире сообществ разработчиков The Code Project, а награда вручается за лучшие программные продукты и средства разработки.

## Возможности Gemini

### Основные возможности
Основными особенностями Gemini являются:
- ASP.NET веб-приложение,
- интеграция с сервером баз данных SQL Server,
- отслеживание рабочего времени,
- интеграция с системами контроля версий,
- настраиваемые шаблоны уведомлений, отправляемых по электронной почте,
- поддержка дополнительных полей,
- персональные фильтры задач,
- веб-сервисы,
- автоматическая генерация технологических дорожных карт и журналов изменений,
- настраиваемые типы и приоритеты задач,
- управление правами доступа для незарегистрированных пользователей,
- гибкая система отчётов,
- связь между задачами в рамках проекта,
- поддержка юникода.

### Прочая функциональность
Помимо основной функциональности, Gemini предоставляет широкий набор дополнительных функций, среди которых:
- отслеживание любой деятельности в рамках проектов,
- наглядная информация о статусе проекта,
- настройка параметров системы под отдельные проекты и отдельных пользователей,
- служба технической поддержки,
- управление выпускаемыми версиями,
- интерактивные диаграммы Гантта,
- наличие веб-приложения и программы для Windows,
- возможность работы офлайн с последующей синхронизацией данных,
- настройка параметров безопасности и прав пользователей,
- настройка последовательности действий ( (англ.) workflow),
- управление календарями и расписаниями,
- группировка проектов, компонентов и задач,
- уведомления по электронной почте и с помощью RSS,
- автоматическое создание задач на основе полученных писем (интеграция с POP3),
- детальная информация о выполненных задачах,
- аудит и история изменений,
- отчёты, графики и фильтры поиска,
- управление папками и документами,
- голосование для определения приоритета задач,
- поддержка вложенных файлов для задач и комментариев,
- локализация (16 языков),
- импорт и экспорт с поддержкой файлов Excel и CSV,
- доступ к исходному коду программы,
- API для работы с веб-сервисами.

### Интеграция и дополнения
Помимо основной и дополнительной функциональности, существует ряд дополнительных продуктов, расширяющих возможности системы:
- десктоп-приложение Gemini Desktop для работы офлайн,
- интеграция с Microsoft Visual Studio,
- интеграция с календарём и задачами Microsoft Outlook,
- плавающая панель Gemini TimeTracker для точного занесения потраченного времени,
- сервис Windows Gemini Scheduler, для отправки напоминаний и создания задач на основании входящих сообщений по электронной почте,
- API для чтения и записи данных с использованием веб-сервисов,
- интеграция с MSN Messenger.

## Лицензирование
Существует несколько типов бесплатных и коммерческих лицензий для Gemini.

### Бесплатная лицензия
Бесплатная версия программы имеет ограничение на количество пользователей (не больше трёх) и инсталляций (единоразовая установка на один сайт). Кроме того, пользователи бесплатной версии не имеют доступа к обновлениям и исходному коду программы, а также не могут использовать службу технической поддержки.

### Коммерческая лицензия
Бесплатная версия может быть преобразована в полнофункциональную платную с помощью приобретенного ключа коммерческой лицензии. Существует несколько различных продуктов:
- коммерческая лицензия,
- коммерческая лицензия с сервисом по установке программы,
- коммерческая лицензия с исходным кодом,
- коммерческая лицензия с исходным кодом и сервисом по установке программы,
- установка Gemini на хостинге компании-производителя.

### Прочие лицензии
CounterSoft предоставляет специальные типы лицензий для проектов по созданию свободного программного обеспечения, некоммерческих и академических организаций.

### Демонстрационная версия
В случае необходимости опробовать возможности системы с отсутствием ограничения на количество пользователей, на сайте программы можно подать запрос и получить пробную лицензию на 45 дней. Кроме того, демоверсия Gemini доступна в режиме онлайн.

## Критика
Одним из главных недостатков системы является её сложность. В частности, отсутствует быстрый способ добавления задачи, недостаточно продумано разделение задач по компонентам. Кроме того, существуют определенные недоработки в интерфейсе системы.
Также потенциальные пользователи системы признают недостаток документации и обзоров Gemini, что не позволяет перейти на использование этой системы.